# Логиново (Грязовецкий район)
Логиново — деревня в Грязовецком районе Вологодской области на реке Комья.
Входит в состав Комьянского муниципального образования, с точки зрения административно-территориального деления — в Комьянский сельсовет.
Расстояние по автодороге до районного центра Грязовца — 23 км, до центра муниципального образования Хорошево — 1,5 км. Ближайшие населённые пункты — Патракеево, Силифоново, Орлово.
По переписи 2002 года население — 11 человек.